# Nick Price
Nick Price, född 28 januari 1957 i Durban, Sydafrika, är en professionell golfspelare som representerar Zimbabwe och bor i USA.
Price växte upp i Rhodesia och påbörjade sin professionella karriär 1977 på Southern Africa Tour, innan han flyttade till PGA European Tour och slutligen PGA-touren 1983. Efter en lovande start med en seger under sin första säsong, tappade han formen innan han gjorde en imponerande comeback i mitten på 1990-talet. Han sågs då som världens bäste spelare och 1994 vann han två majors, The Open Championship och PGA Championship utöver sin första major (PGA Championship) 1992. Han låg etta i 43 veckor på golfens världsranking. Han valdes in i World Golf Hall of Fame 2003.
Price blev utvald som lagkapten för det internationella laget i Presidents Cup 2017, för tredje upplagan i rad.  
Även om Price fortsätter att ställa upp i proffstävlingar så lägger han allt mer tid på sitt företag i Florida som tillverkar golfkläder.

## Meriter

### Majorsegrar
- 1992 PGA Championship
- 1994 The Open Championship, PGA Championship

### Segrar på PGA-touren
- 1983 World Series of Golf
- 1991 GTE Byron Nelson Golf Classic, Canadian Open
- 1992 H.E.B. Texas Open
- 1993 The Players Championship, Canon Greater Hartford Open, Sprint Western Open, Federal Express St. Jude Classic
- 1994 Honda Classic, Southwestern Bell Colonial, Motorola Western Open, Bell Canadian Open
- 1997 MCI Classic
- 1998 FedEx St. Jude Classic
- 2002 MasterCard Colonial

### Utmärkelser
- 2002 Payne Stewart Award
- 2005 Bob Jones Award